# Phalaenopsis equestris
Phalaenopsis equestris es una orquídea del género Phalaenopsis, de la subfamilia Epidendroideae, nativa de Taiwán y Filipinas.

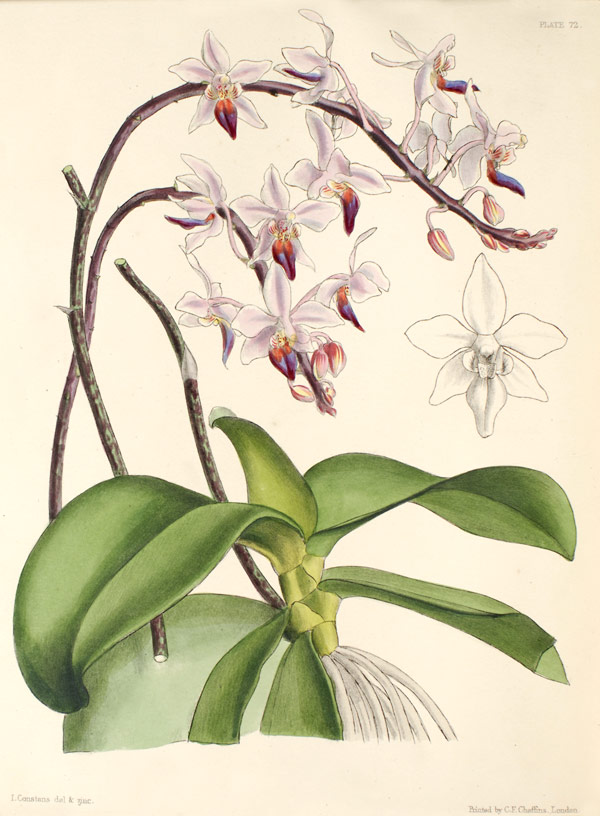
Ilustración Flower Garden de Paxton

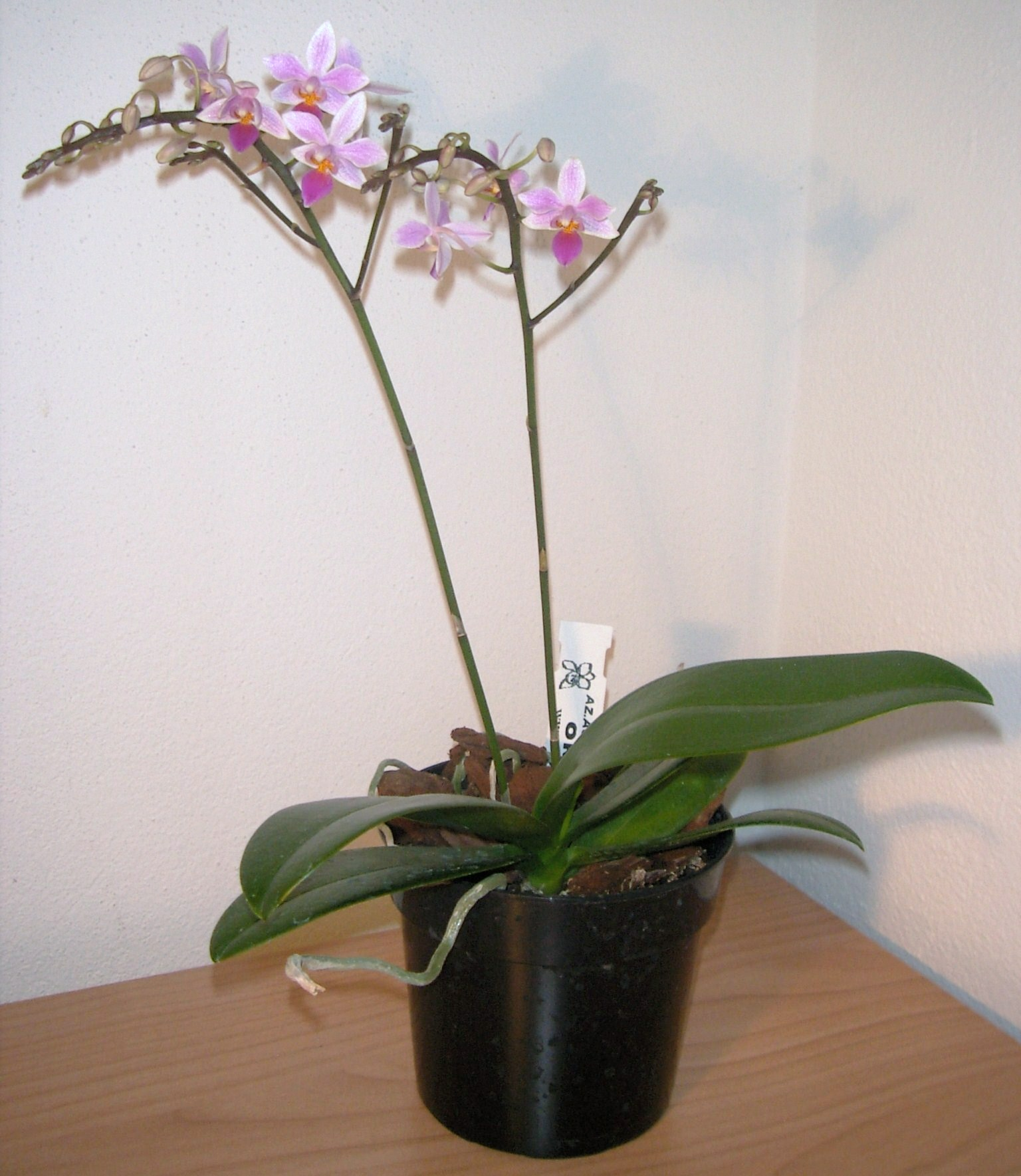
Vista de la planta

## Descripción
La Phalaenopsis equestris muestra un hábito de desarrollo monopodial. El rizoma se desarrolla erecto y en su extremo produce dos gruesas y carnosas hojas alternas y elípticas cada año. Las hojas basales más viejas se caen al mismo tiempo. La planta de este modo retiene de cuatro a cinco hojas. No tienen pseudobulbos y el almacenamiento de agua y sustancias de reserva se verifica en sus hojas, de láminas amplias y consistentes.
El racimo aparece del tallo que surge entre las hojas y florece en todo su esplendor durante varias semanas, con una inflorescencia larga y ramosa (más de un metro de larga).
Las flores son variables en tamaño y en color. Sépalo dorsal oblongo-elíptico a ovoide-elíptico, puntiagudo, márgenes recurvados. Sépalos laterales similares al dorsal, oblicuos, puntiagudos, vueltos de atrás a adelante. Pétalos estrechos romboideos, puntiagudos u obtusos, márgenes recurvados, constreñidos hacia la base.
El disco de la unión del lóbulo intermedio y de los lóbulos laterales forma un callo subcuadrado.
La columna arqueada de más de 9 mm de longitud
Las raíces son gruesas y glabras.
Se trata de una especie muy utilizada en hibridaciones como suministro de polen.

## Hábitat
Orquídea epífita. En la naturaleza se encuentran debajo del dosel forestal en la humedad de la parte baja, protegidas de la luz solar directa. Se desarrolla en troncos de árboles con abundante musgo de donde las raíces de la planta sacan los nutrientes con los restos de corteza del árbol. Se encuentran desde el nivel del mar hasta una altitud de 300 metros.

## Cultivo
Estas plantas no son muy exigentes en cuanto a su cultivo. Requieren unas condiciones mínimas que no son difíciles de conseguir dentro de las casas.
TemperaturaSe desarrolla bien con la temperatura de la casa. Soporta temperaturas de entre 14 y 35 °C con preferencia de temperatura durante el día de 20-24 °C. Para hacerla florecer, hay que mantener una diferencia de temperatura de 5 °C entre el día y la noche durante un mes.
LuzLos Phalaenopsis prefieren una luz viva, sin el sol directo del periodo del mediodía. Su ideal está entre 15 000 y 20 000 lux. Para ello se pueden situar junto a una ventana orientada al este o al oeste, con un visillo o cortina fina de por medio. Sin que le de la luz directa del sol pues se le pueden quemar las hojas. Las raíces de estas orquídeas son verdes, tienen clorofila por tanto capaces de realizar la fotosíntesis, por lo que es conveniente que estén en macetas incoloras.

AguaDe preferencia no calcárea y sin cloro (usar cartuchos filtrantes si el agua disponible es muy calcárea). La humedad ambiental debe estar situada entre el 50 y 60%, si bien debe ser mayor cuanto más alta sea la temperatura.
RiegosModerados. Hay que dejar secar un poco el compost entre dos riegos. Las raíces prefieren los compost con buen drenaje. Disminuir los riegos cuando los nuevos pseudobulbos estén maduros. Algunas variedades prefieren que las raíces sequen rápidamente.
HumedadLes gustan las vaporizaciones.
AclareoNormalmente al final del invierno o en la primavera, después de la floración. Toleran bien los tiestos pequeños. Utilizar de preferencia un tiesto no poroso (nada de macetas de barro cocido), a fin de no concentrar las sales minerales. Si no, se recomienda de humedecer el compost con agua clara de vez en cuando. Después del cambio de tiesto, esperar unas dos semanas antes de emprender el ritmo normal de riegos. Vaporizar el envés de las hojas.
SustratoGranulometría de fina a media, a base de corteza de pino, atapulgita o argex (esferas de tamaño variable), carbón vegetal, poliestireno. Es conveniente, no sólo en Phalaenopsis sino en orquídeas en general, desinfectar el medio de cultivo previo a su utilización. Un método eficaz e inocuo tanto para las plantas como para el ambiente es lograr la desinfección por acción del calor. El proceso consiste en colocar en una asadera la mezcla preparada bien humedecida y llevarla a horno convencional durante 20 minutos a temperatura de 180 °C cuidando de que no se seque en exceso para evitar que se queme. Retirar y dejar enfriar completamente. Una vez frío volver a humedecer (al plantar el sustrato siempre debe estar mojado).
AbonosDebido a que son plantas epífitas que viven sobre troncos de árboles y recogen el agua de lluvia que escurre no tienen grandes exigencias de abono. Venden abonos especiales para ellas, pero basta con usar un abono para plantas de interior reduciendo su dosis a la cuarta parte, que aplicaremos cada 10-15 días en la floración y el resto del tiempo esporádicamente.
ReproducciónProducen innumerables semillas, pero difíciles de germinar como no estén en simbiosis con un hongo. Por lo cual, el método más fácil es mediante Keikis (hijuelo que la planta madre emite en la vara floral, tras la floración). Para estimular la aparición de Keikis tras la floración, se corta la vara por encima de un nudo sobre la mitad de su longitud. Luego se retira con cuidado la pielecilla que cubre las yemas de los entrenudos, con mucho cuidado para no dañar estos. Con ello conseguiremos que les llegue más luz. También se puede diluir una pizca de la hormona de crecimiento vegetal (benziladenina) en agua y con un pincel dar un fino toque en el corte para estimular su aparición. Una vez el keikis ha emitido unas raíces pequeñas se puede separar de la planta madre.

## Historia
Descrita por vez primera por Schauer en 1843 con el nombre de "Stauroglottis equestris" procedente de plantas recolectadas por Meyen en Luzón. En 1848, Lindley describe esta planta con el nombre de Phalaenopsis rosea de una recolecta hecha por Thomas Lobb, quien trabajaba para el establecimiento Veitch.

## Taxonomía
Phalaenopsis equestris fue clasificada por Heinrich Gustav Reichenbach y publicada en Linnea 22: 864. 1849.
Etimología
Phalaenopsis: nombre genérico que procede del griego phalaina = “mariposa” y opsis = “parecido”, debido a las inflorescencias de algunas especies, que recuerdan a mariposas en vuelo. Por ello, a las especies se les llama “orquídeas mariposa”.
equestris: epíteto latino 
Variedades de Phalaenopsis equestris
- Phalaenopsis equestris (Taiwán (Hsiao Lan Yü) a Filipinas).
  - Phalaenopsis equestris var. rosea Valmayor & D.Tiu (1983)
  - Phalaenopsis equestris f. aurea Christenson (2001)
  - Phalaenopsis equestris f. cyanochila O. Gruss (2001)

Sinonimia
- Stauroglottis equestris (Schauer, 1843)
- Phalaenopsis rosea (Lindl, 1848)
- Phalaenopsis stauroglottis (Hort., 1876)
- Phalaenopsis rosea var. deliciosa (Burb., 1882)
- Phalaenopsis riteiwanensis (Masamune, 1934)

Híbridos naturales de Phalaenopsis equestris
- Phalaenopsis × veitchiana (Phalaenopsis equestris × Phalaenopsis schilleriana) (Filipinas)